# Liebl & Schmid-Pfähler
Liebl & Schmid-Pfähler sind ein deutsches Künstlerduo, bestehend aus Carolin Liebl (* 1989) und Nikolas Schmid-Pfähler (* 1987).

## Leben
Nikolas Schmid-Pfähler und Carolin Liebl lernten sich während ihres Studiums an der Hochschule für Gestaltung Offenbach kennen und arbeiten seit 2012 als Künstlerduo zusammen.
Ihre Arbeiten umfassen skulpturale, kinetische, installative und robotische Werke, wobei die Technik stets eine wichtige Rolle spielt.
2019 gründeten sie mit befreundeten Künstlern in Offenbach das Atelierhaus „Atelier Wäscherei“, in dem sie arbeiten.

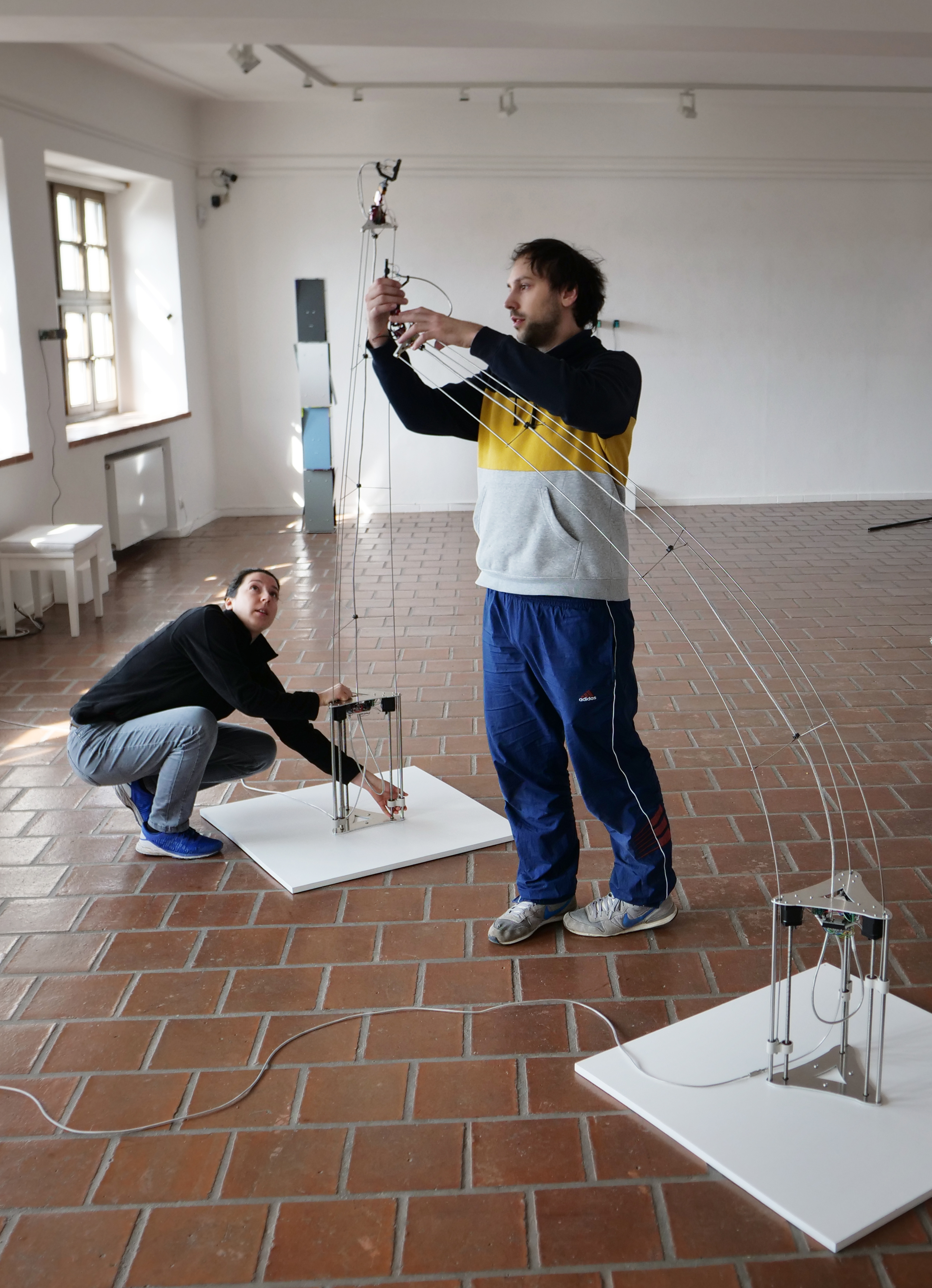
Carolin Liebl und Nikolas Schmid-Pfähler beim Ausstellungsaufbau 2020 in Cham

2020 kaufte das Zentrum für Kunst und Medien (ZKM) in Karlsruhe eine ihrer Arbeiten an.

## Preise und Auszeichnungen
- 2020: Finalists of the light sculpture path Fürstenfeldbruck
- 2020: European Media Artist Residence, European Media Art Platform, FACT Liverpool (GB)
- 2020: Artists-in-Residence at Kunstarkaden Kempten
- 2019: Artists-in-Residence together with sculptor Fabian Vogler at Kunsthal vARTe, Varde (DK)
- 2019: EASTN-DC Network Artists-in-Residence, Cardiff Metropolitan University, Cardiff (GB)
- 2019: Kunstansichten-Award - second place, office of cultural management Offenbach am Main
- 2018: Artists-in-residence, Espronceda Center for Art and Culture: INTER_WE, Barcelona (ESP)
- 2016: Exhibition and catalogue grant of the Frankfurter Sparkasse Foundation, Frankfurt (DE)
- 2014: Johannes-Mosbach-Stiftung Award, Offenbach am Main
- 2014: Edith-Russ-Haus Awards for Emerging Media Artists - mention, Oldenburg
- 2013/14: Deutschland Stipendium, Offenbach am Main, Nikolas Schmid-Pfähler 2013, Carolin Liebl 2014
- 2013: BEN Award, B3 Biennale, Frankfurter Kunstverein
- 2013: Artists-in-residence, Goethe-Institut / WRO-Art-Center Wroclaw (PL)
- 2013: Promos-Stipendium (Carolin Liebl), DAAD
- 2012: Lab Award, Lab30, Kulturhaus Abraxas, Augsburg
- 2012: Visual Music Award - mention (Nikolas Schmid-Pfähler), Frankfurt

## Einzelausstellungen
- 2020: Carolin Liebl und Nikolas Schmid-Pfähler - Kunstarkaden Kempten
- 2018: WIR|ES, CADORO - Centre for art an science, Mainz
- 2017: One-Artist-Show - Art Karlsruhe, Messe Karlsruhe
- 2016: Amplified Entity, 1822 Forum der Stiftung der Frankfurter Sparkasse, Frankfurt

## Gruppenausstellungen (Auswahl)
- 2020: 7 Positionen Kinetischer Kunst, Galerie Schrade, Karlsruhe
- 2020: Kunst bewegt - 8 Positionen Kinetischer Kunst, Cordonhaus Cham, Cham
- 2019: Habitat. Relazioni Trasversali, Casa delle Letterature, Rome (IT)
- 2019: 3D printing performance, Kunsthal vARTe, Varde (DK)
- 2019: The Only Stable Thing, Palazzo Contarini del Bovolo, Venice (IT)
- 2018: Parma 360 Festival, Chiesa di San Quirino, Parma (IT)
- 2018: Robotics - Festival di Arte e Robotica, Centrale Idrodinamica, Trieste (IT)
- 2018: Art and Business: Roads to Innovation, Ca' Foscari, Venice (IT)
- 2018: Prototipoak. International Meeting of New Artistic Forms, Azkuna Zentroa, Bilbao (ES)
- 2017: European Media Art Festival, Kunsthalle Osnabrück, Osnabrück
- 2017: WRO-Biennale, National Museum, Wroclaw (PL)
- 2017: PERFORM!, Videonale.16, Bonn
- 2016: The Beauty of the Matter, La Galleria, Venice (IT)
- 2016: Moths, crabs and fluids, Griffin Art Space, Warsaw (PL)
- 2016: Eco Expanded City, European Capital of Culture, Wroclaw (PL)
- 2015: New Frankfurt Internationals II, Nassauischer Kunstverein, Wiesbaden
- 2015: 4+8+2, CADORO - Zentrum für Kunst und Wissenschaft, Mainz
- 2015: Kunststudentinnen und Kunststudenten stellen aus, Bundeskunsthalle, Bonn
- 2014: International Symposium on Electronic Art (ISEA), Dubai (AE)
- 2014: Paraflows, Künstlerhaus, Vienna (AT)
- 2013: FILE Festival, Centro Cultural FIESP – Ruth Cardoso, Sao Paulo (BR)
- 2013: Spielsalon, Fridericianum, Kassel
- 2013: WRO-Biennale, Ballestrem’s Palace, Wroclaw (PL)